# Nuoto ai Giochi della XXVI Olimpiade - 200 metri dorso maschili
Hanno partecipato alle batterie di qualificazione 44 atleti: i primi 8 si sono qualificati per la finale A, i successivi 8 invece si sono qualificati per la finale B.

## Finale A
26 luglio 1996
| Posizione | Atleta              | Paese       | Tempo   |
| --------- | ------------------- | ----------- | ------- |
|           | Brad Bridgewater    | Stati Uniti | 1:58.54 |
|           | Tripp Schwenk       | Stati Uniti | 1:58.99 |
|           | Emanuele Merisi     | Italia      | 1:59.18 |
| 4         | Bartosz Sikora      | Polonia     | 2:00.05 |
| 5         | Hajime Itoi         | Giappone    | 2:00.10 |
| 6         | Martín López-Zubero | Spagna      | 2:00.74 |
| 7         | Mirko Mazzari       | Italia      | 2:01.27 |
| 8         | Rodolfo Falcón      | Cuba        | 2:08.14 |

## Finale B
| Posizione | Atleta          | Paese         | Tempo   |
| --------- | --------------- | ------------- | ------- |
| 9         | Ryuji Horii     | Giappone      | 2:01.54 |
| 10        | Chris Renaud    | Canada        | 2:01.70 |
| 11        | Marko Strahija  | Croazia       | 2:01.84 |
| 12        | Olivér Ágh      | Ungheria      | 2:02.17 |
| 13        | Adam Ruckwood   | Regno Unito   | 2:02.40 |
| 14        | Sang-Joon Ji    | Corea del Sud | 2:02.68 |
| 15        | Rogério Romero  | Brasile       | 2:03.20 |
| 16        | Sergej Ostapčuk | Russia        | 2:03.91 |

## Non qualificati
| Posizione | Atleta                | Paese       | Tempo   |
| --------- | --------------------- | ----------- | ------- |
| 17        | Vladimir Sel'kov      | Russia      | 2:01.32 |
| 18        | Ralf Braun            | Germania    | 2:01.50 |
| 19        | Miroslav Machovič     | Slovacchia  | 2:04.15 |
| 20        | Neisser Bent          | Cuba        | 2:04.23 |
| 21        | Derya Büyükunçu       | Turchia     | 2:04.28 |
| 22        | Arūnas Savickas       | Lituania    | 2:04.38 |
| 23        | Steven Dewick         | Australia   | 2:04.46 |
| 24        | Rastislav Bizub       | Rep. Ceca   | 2:04.55 |
| 25        | Raymond Papa          | Filippine   | 2:05.09 |
| 26        | Dulyarit Phuangthong  | Thailandia  | 2:05.26 |
| 27        | Nicolás Rajcevich     | Cile        | 2:05.79 |
| 28        | Nick Neckles          | Barbados    | 2:05.88 |
| 29        | Nuno Laurentino       | Portogallo  | 2:05.95 |
| 30        | Carlos J. Arena       | Messico     | 2:05.96 |
| 31        | Alex Lim              | Malaysia    | 2:06.17 |
| 32        | Martin Harris         | Regno Unito | 2:07.75 |
| 33        | Artur Elizarov        | Moldavia    | 2:07.86 |
| 34        | Nicolae Butacu        | Romania     | 2:08.59 |
| 35        | Adrian O'Connor       | Irlanda     | 2:08.90 |
| 36        | Gerald Koh            | Singapore   | 2:09.86 |
| 37        | Panagiotis Adamidis   | Grecia      | 2:10.22 |
| 38        | Trương Ngọc Tuấn      | Vietnam     | 2:12.05 |
| 39        | Zhao Yi               | Cina        | 2:13.31 |
|           | Fahad Al-Otaibi       | Kuwait      | DNS     |
|           | Volodymyr Nikolaychuk | Ucraina     | DNS     |
|           | Tamás Deutsch         | Ungheria    | DNS     |
|           | Stev Theloke          | Germania    | DNS     |
|           | Jani Sievinen         | Kuwait      | DNS     |